# Saint-Cyr-en-Val
 Saint-Cyr-en-Val  es una población y comuna francesa, situada en la región de Centro, departamento de Loiret, en el distrito de Orléans y cantón de Saint-Jean-le-Blanc.

## Demografía
| 872 | 1142 | 1555 | 2373 | 2883 | 3251 |
| Para los censos de 1962 a 1999 la población legal corresponde a la población sin duplicidades (Fuente: INSEE [Consultar]) |      |      |      |      |      |